# طبعة ماراشي
طبعة ماراشي  هي طبعة عربية وترجمة لاتينية للقرآن الكريم من عام 1698. وقد نُشرت في مجلدين تحت عنوان النص القرآني العالمي العربي واللاتيني في بادوفا بإيطاليا بواسطة لودوفيكو ماراتشي ، وهو باحث إيطالي في الدراسات الشرقية وأستاذ اللغة العربية في كلية الحكمة بروما . تضمنت نسخته للقرآن حياة محمد، مع ملاحظات وتفنيدات للعقائد الإسلامية ونشر للمسيحية.   نُشرت مقدمة العمل قبل عدة سنوات في عام 1691، باللغة اللاتينية، بعنوان (Prodromus Ad Refutationem Alcoran).  وقد نشر ماراشي نسخته من القرآن الكريم بعد أربع سنوات فقط من نشر طبعة هنكلمان .

## الدوافع والظروف
كان ماراشي يعتقد أنه لكي يتمكن المسيحيون من دحض العقيدة الإسلامية بشكل فعال، يتعين عليهم معرفتها، مما ساهم في رغبته في إنتاج طبعة عربية وترجمة للقرآن الكريم. وبالتالي، فليس من الضروري أن يقرأه المسلمون بقدر أن يستخدموه في التبشير. لكن تعلم ماراشي إلى اللغة العربية جاء لسبب مختلف تمامًا، إذ تعلم اللغة تحت تأثير مجتمع محلي من الموارنة . قبل أن ينتج نسخته العربية من القرآن الكريم، أنتج ترجمة عربية للكتاب المقدس، بتكليف من مجتمع نشر الإيمان الإنفلجيكي [الإنجليزية] مع زملاء آخرين. على الرغم من أن الترجمة اكتملت في عام 1649، إلا أنها لم تنشر نهائيًا إلا في عام 1671 تحت عنوان Biblia Sacra) Arabica أي الإنجيل العربي أو الكتاب المقدس العربي). حصل ماراشي على موافقة الكنيسة لبدء مشروعه القرآني في عام 1691، على الرغم من أنه كان يطالب بذلك قبل سنوات، وفي ذلك العام نشر مادة تمهيدية أطلق عليها Prodromus ("مقدمة") للعمل القادم. واجه مشكلة تقنية في الطباعة العربية مع دعايته الإيمانية، لكنه تمكن من التغلب على المشكلة حيث حصل مؤخرًا على التقنية اللازمة لهذه الطباعة أيضًا.
استخدم ماراشي مجموعة من تفسيرات القرآن الكريم لإثراء عمله، بما في ذلك تفسيرات ابن أبي زمانين، والثعلبي، والزمخشري، والبيضاوي، والسيوطي، بالإضافة إلى نصوص أدبيات الحديث، وخاصة صحيح البخاري . 

## التأثير

### العمل اللاحق
إن الطبيعة الهائلة لمشروع ماراشي جعلت كثيرين غيره يتخلون عن احتمالات مماثلة لإنتاج نسخة عربية أو ترجمة لاتينية للقرآن الكريم ، ومهدت الطريق لعلماء آخرين للعمل على مشاريع لاحقة. على سبيل المثال، كان أندرياش أكولوثس [الإنجليزية] ، الذي طور صداقة مع ماراشي بعد رؤية ظهور كتابه (مقدمة - Prodromus) في عام 1691، ينتظر حتى ظهور طبعة عام 1698، وفي عام 1701، نشر (رباعي الحروف القرآنية - Tetrapla Alcoranica)، والتي كانت مجرد سورة الفاتحة في القرآن الكريم ولكن مع مقدمة طويلة. وكان هذا أيضًا قرآنًا متعدد اللغات، لذلك لم ينتج نسخة لاتينية فحسب كما فعل ماراشي، بل أنتج أيضًا نسخًا باللغتين التركية والفارسية. ورغم وفاته بعد عامين فقط، فإن انتقادات أكولوثوس لبعض عناصر ترجمة ماراشي وجدله المعادي للإسلام أثبتت تأثيرها بين المستشرقين الألمان، ولربما كان سببًا للاستشراق كله. 

### شعبية
وفي ألمانيا حققت طبعة ماراشي نجاحًا فوريًا، حيث ترجمها ديفيد نيرتر إلى الألمانية في عام 1703 تحت عنوان (مسجد محمد - Mahometanische Moschea). على عكس ماراشي، كان نيرتير يستهدف بعمله الجمهور العادي وليس الجمهور التقني الذي افترضه ماراشي. في عام 1718، أصدر يوهان جوتفريد لاكماخر كتابه (عناصر العربية - Elementa linguae arabae) ، والذي يحتوي على طبعة ماراشي لسورة البقرة 15 مع ترجمة لاتينية بين السطور، متأثرة بشكل وثيق بترجمة ماراشي الخاصة. في عام 1721، نشر كريستيان رانشيوس [الإنجليزية] نسخة منقحة من طبعة ماراشي، بعد أن قام بتغييرها عن طريق حذف المحتوى الجدلي المعادي بشدة للإسلام. 
وكانت طبعة ماراشي تحظى بشعبية كبيرة أيضًا في البلدان المنخفضة. في عام 1733، نشر إيمو لوسيوس فريمويت من جامعة فرانكر أربيسموس؛ يعرض القواعد النحوية العربية الجديدة، والنصب التذكاري بعض أرابيكا . وشمل ذلك ثلاث سور مترجمة إلى اللاتينية ومفسرة (سورة السجدة 32، سورة الملك 67، سورة القيامة 75) واثنتين أخريين باللغة العربية فقط (سورة الطارق 86، سورة البلد 90). 

### الترجمات
كانت ترجمة جورج سيل الإنجليزية للقرآن الكريم، "قرآن محمد" ، في عام 1734، مستندة إلى ترجمة ماراشي اللاتينية عام 1698، وظلت الترجمة السائدة في إعلام التقاليد الغربية بمحتوى القرآن الكريم حتى أوائل القرن العشرين.   كانت ترجمة سيل الإنجليزية أنيقة وتم إعلانها بسرعة على أنها أفضل ترجمة: في عام 1746، قام ثيودر أرنولد [الإنجليزية] بترجمتها إلى الألمانية. في عام 1772، أنتج ديفيد فريدريش ميجيرلين أول ترجمة مباشرة للقرآن إلى اللغة الألمانية من الطبعة العربية: (الكتاب المقدس التركي أو القرآن الكريم، أول ترجمة ألمانية للأصل العربي نفسه - Die türkische Bibel, oder des Korans allererste teutsche Uebersetzung aus der Arabischen Urschrift selbst verfertiget) . وقد أعرب في المقدمة عن إعجابه بالترجمات السابقة لماراشي وسالي. كان لدى الفرنسيين بالفعل ترجمة بحلول عام 1643، على أساس ترجمة روبرت كيتون [الإنجليزية] في العصور الوسطى عام 1543. بحلول عام 1770، تم إصدار عشر طبعات وتمت ترجمتها إلى العديد من اللغات الأخرى. 

### نقد
لم يلتزم جورج سيل تمامًا بحدود عمل ماراشي، حيث انتقد تفنيداته ووصفها بأنها غير مهذبة واعتبر ترجمته حرفية للغاية.
وعلى الرغم من وصول جورج سيل إلى تفسير البيضاوي ، إلا أن جميع اقتباساته مستمدة من تلك التي استشهد بها ماراشي.
وقد وجد فريدريش إيبرهارد بويزن أيضًا أنها حرفية، ونشر قائمة بأخطاء الترجمة في عام 1745. ومع ذلك، فقد اعترف بامتنانه الكبيرة لأعمال ماراشي. كان يوهان ديفيد ميكايليس يعتقد أيضًا أن عمل ماراشي يمكن تحسينه بشكل كبير، وقد قدم عينة في منشور عام 1754 يتضمن أول 116 آية من سورة البقرة. كما تساءل ميخائيل عن استخدام ماراشي للتفسير، معتقدًا أنها خرافات لاحقة تم تفصيلها على نص القرآن ولم تكن ضرورية لفهمه أكثر من ضرورة آباء الكنيسة لفهم الكتاب المقدس. وعلى هذا النحو، كان ميخائيل يعتقد أن القرآن يجب أن يكون خاليا من أي سلطة ويجب قراءته بشروطه الخاصة لفهم ما قاله محمد. ومن خلال رغبته في تحديد المعنى الأصلي للنص، كان رائداً في تطبيق المنهج التاريخي النقدي على النصوص الإسلامية. ظل ماراشي يتعرض للانتقاد لأسباب مختلفة، بما في ذلك نهجه الحرفي وعدائه للإسلام، لكن الأعمال اللاحقة لعدة عقود، على الرغم من استقلالها المزعوم، استمرت في الاعتماد بشكل كبير على عمله. 

## طالع أيضًا
- المصحف الأميري
- طبعة فلوجل
- القوانين المحمدية الزائفة وهو كتاب عداء أوروبي للإسلام